# Aphelinus prociphili
Aphelinus prociphili är en stekelart som beskrevs av Mary Carver 1980. Aphelinus prociphili ingår i släktet Aphelinus och familjen växtlussteklar. Inga underarter finns listade i Catalogue of Life.